# Shake It Up (álbum)
Shake It Up es el cuarto álbum de estudio de la banda estadounidense The Cars, lanzado en 1981. Fue el último álbum de la banda producido por Roy Thomas Baker. La canción Shake it Up se convirtió en la primera de la agrupación en alcanzar el top 10 de la lista Billboard.

## Lista de canciones
1. "Since You're Gone" - 3:30
2. "Shake It Up" - 3:32
3. "I'm Not the One" - 4:12
4. "Victim of Love" - 4:24
5. "Cruiser" - 4:54
6. "A Dream Away" - 5:44
7. "This Could Be Love" - 4:26
8. "Think It Over" - 4:56
9. "Maybe Baby" - 5:04

## Personal
- Ric Ocasek – guitarra, voz
- Elliot Easton – guitarra
- Greg Hawkes – teclados
- Benjamin Orr – bajo, voz
- David Robinson – batería